# 中央アメリカ

中央アメリカの地図

紫：グアテマラ 緑：ベリーズ 茶：エルサルバドル 青：ホンジュラス 黄：ニカラグア 赤：コスタリカ 桃：パナマ

中央アメリカ（ちゅうおうアメリカ、西:  América central、英:  Central America）は、中米（ちゅうべい）ともいい、アメリカ州を、北・中・南に分類した場合の北アメリカと南アメリカをつなぐ地峡部で、グアテマラ、ベリーズ、エルサルバドル、ホンジュラス、ニカラグア、コスタリカ、パナマの7か国からなる地域である。メキシコを含むかは場合による。国際連合の区分上ではメキシコも含まれる。
自然地理学的にはメキシコのテワンテペック地峡からパナマ地峡までである。この場合はメキシコの南部諸州が中央アメリカに含まれ、パナマの南部が含まれないことになる。そのため、北アメリカに含めて言われる場合も多い。
上記の範囲を拡大し、中央アメリカにメキシコおよびカリブ海諸国を含めた中部アメリカ（英: Middle America）という定義もある。
メキシコを含めた8か国の総人口は2020年代には2億人に迫り、総面積は250万km²である。

## 自然

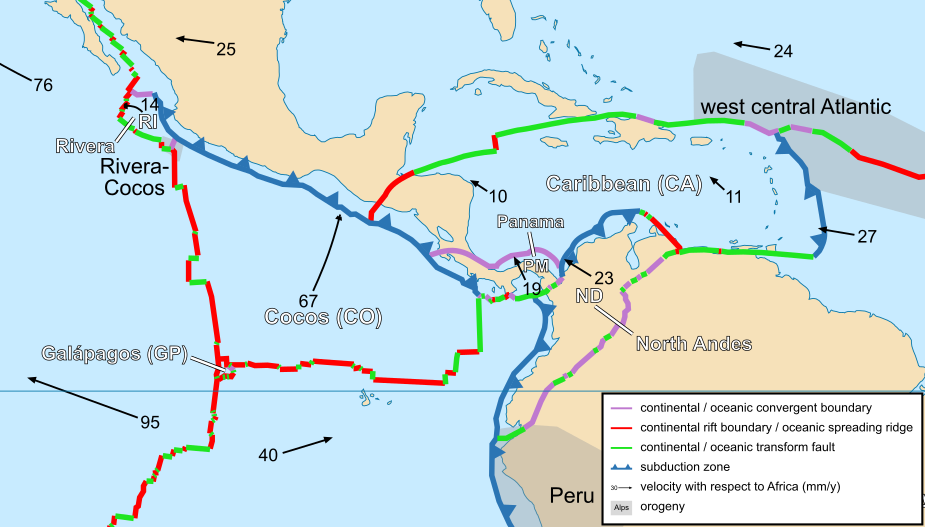
カリブプレートと断層

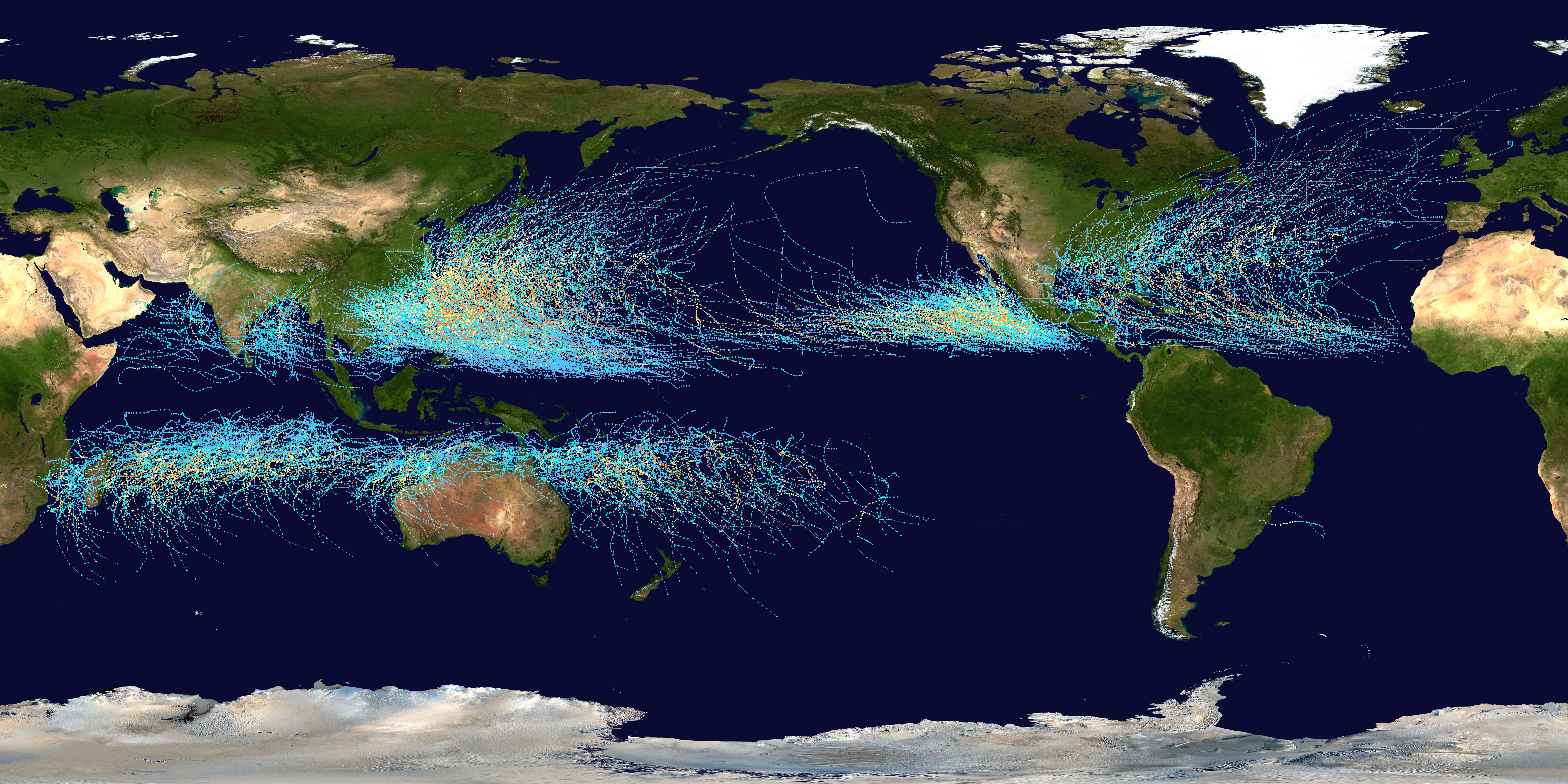
熱帯低気圧の経路 (1985年 - 2005年)

グアテマラとベリーズは北米プレート上にあるが、その他はカリブプレート上である。地学的に非常に活発な地域であり、火山も多く、地震も頻発している。約300万年前の鮮新世に形成されたパナマ地峡は、南北アメリカ大陸をつなぐと同時に海洋を2分したことで地質時代上の重要な出来事と考えられている。
平野部はベリーズとニカラグアに多いが、その他の国は山岳地形である。グアテマラのタフムルコ山 (Volcán Tajumulco)が最も高く、標高は4,220 mである。
| 国家           | 名称                   | 標高 [m] | 山脈                           |
| -------------- | ---------------------- | -------- | ------------------------------ |
| ベリーズ       | ドイルス・ディライト山 | 1124     | マヤ山脈                       |
| コスタリカ     | チリポ山               | 3820     | タラマンカ山脈                 |
| エルサルバドル | エル・ピタル山         | 2730     | シエラ・マドレ山脈             |
| グアテマラ     | タフムルコ山           | 4220     | シエラ・マドレ山脈             |
| ホンジュラス   | ミナス山               | 2780     | コルディジェラ・デ・セラケ山脈 |
| ニカラグア     | モゴトン山             | 2107     | イサベリア山脈                 |
| パナマ         | バル火山               | 3474     | タラマンカ山脈                 |

大陸の一部ではあるが東西に細い地形で、メキシコ湾・カリブ海と太平洋に挟まれており、雨量が多い。また、カリブ海と太平洋のそれぞれで発生したハリケーンの影響を受ける。

## 歴史
2万年前には人類が到達しており、メキシコ南部から中央アメリカにかけて先コロンブス期にオルメカやマヤなど様々な文明が発達した。16世紀にはスペイン人によりメキシコ、中米、南米が征服され、17世紀から19世紀初頭にかけてヌエバ・エスパーニャ副王領の下位行政組織のグアテマラ総監領が、北は現在のメキシコのチアパス州から南はコスタリカにわたる地域を統治した。パナマは南米北部のヌエバ・グラナダ副王領の統治下にあった。1821年にはグアテマラ総監領はスペインから独立し、中米連邦を成立させたが、内戦を経て19世紀中頃には各国が独立した。連邦崩壊後も何度か再統合が試みられたが成功していない。1960年には、経済統合を目指し中米7か国が加盟した中米統合機構が設立された。

## その他の定義
人文地理学の観点から文化的差異を考慮し、アングロアメリカとラテンアメリカで分類されることもあり、メキシコと中央アメリカ諸国をひとつのグループにまとめる場合がある。メキシコ、中央アメリカ、さらにカリブ諸島の括りを中部アメリカと呼ぶ。
国際連合ではアメリカ州を、北方アメリカ（英: Northern America、北ではない）と中央アメリカ（英: Central America、メキシコを含む）、カリブ諸国、および南アメリカ（英: South America）と分類している。
アングロ・ラテンの分類は、カナダのケベック州はフランス語圏（ラテン）であり、中米・カリブ諸国・南米に非ラテン語圏があり、米国領のプエルトリコはスペイン語圏であるなど、地理的分類が容易ではない。

## 人口統計
人口は2022年時点で約5,217万人、人口密度は約99人/km2である。

### 人種・民族
コスタリカを除く6か国ではメスティーソ（先住民と欧州人の混血）に代表される混血の人口の割合が最も大きく、中央アメリカ全体では約6割が混血である。次いで白人が地域の約20%を占め、コスタリカでは白人の人口が最も多い。他に、グアテマラでは先住民族が4割近くを、ベリーズでは黒人が3割以上を占める。また、スペイン圏の国々の国民には以下のような愛称が付けられる。
| 国籍           | 愛称           |
| -------------- | -------------- |
| グアテマラ     | Chapines       |
| エルサルバドル | Guanacos / as  |
| ホンジュラス   | Catrachos / as |
| ニカラグア     | Pinoleros / as |
| ニカラグア     | Nicas          |
| ニカラグア     | Nicoyas        |
| コスタリカ     | Ticos / as     |

## 中央アメリカ諸国

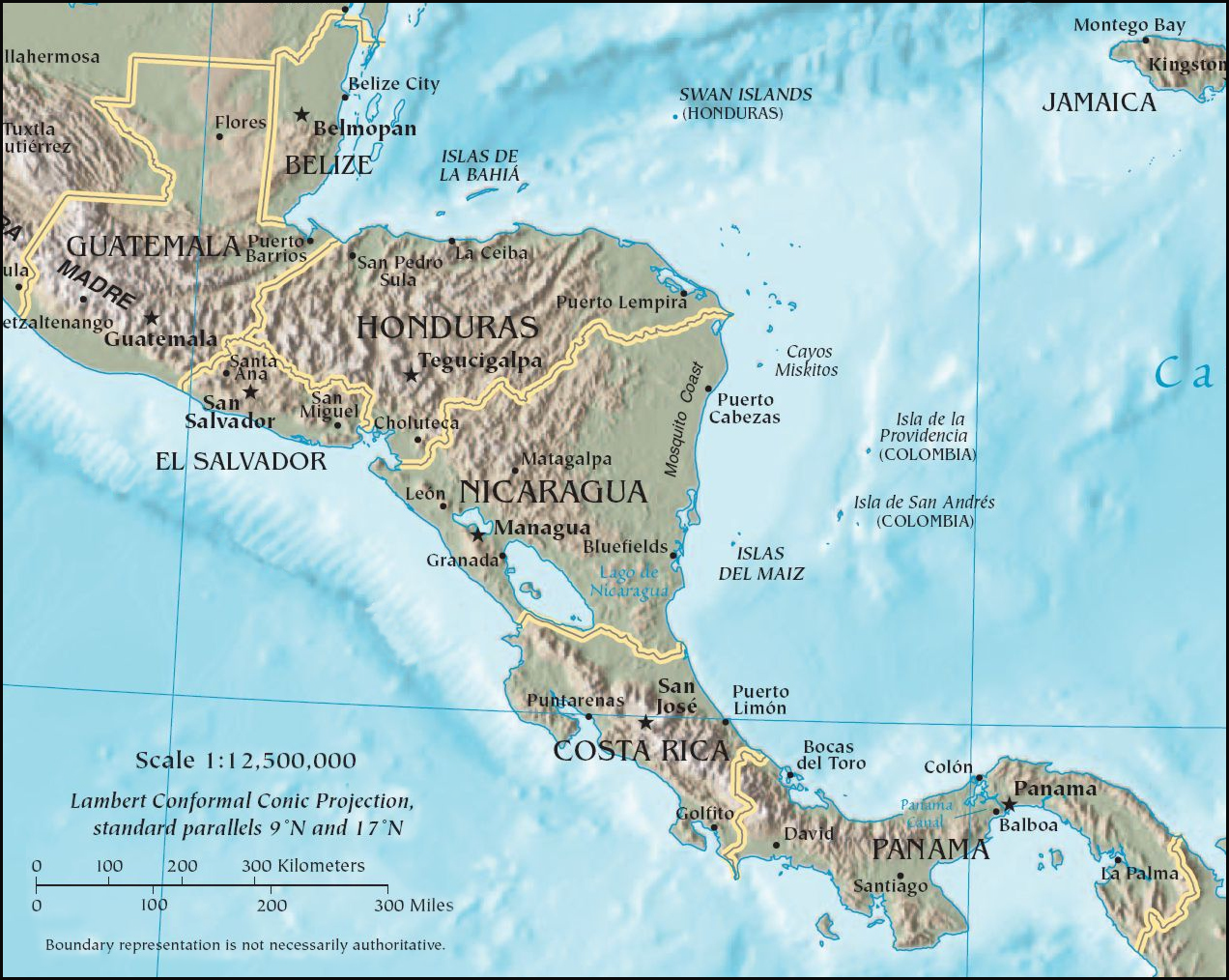
中央アメリカ7か国

最狭義には中央アメリカ連邦を構成していた5か国のみが本来の中央アメリカであり、中央アメリカのアイデンティティもこの5か国が共有するものだったが、1903年にコロンビアから独立したパナマ、イギリス領ホンジュラスが独立したベリーズが加えられてこの2か国も中央アメリカを構成することになった。
経済的にはパナマ、コスタリカの最上位、グアテマラ、エルサルバドルの中位、ニカラグア、ホンジュラスの最下位国に分化する。
- グアテマラ (Guatemala)
- ベリーズ (Belize)
- ホンジュラス (Honduras)
- エルサルバドル (El Salvador)
- ニカラグア (Nicaragua)
- コスタリカ (Costa Rica)
- パナマ (Panamá)

国連の区分上
- メキシコ (Mexico)

## 非独立地域
- クリッパートン島
- エンベラ自治県
- グナ・デ・ナドゥガンディ（英語版）
- クナ・ヤラ自治県
- クナ・デ・ウアルガンディ（英語版）
- ナソ・ティエル・ディ自治県
- ノベ・ブグレ自治県
- 北カリブ自治地域
- 南カリブ自治地域

## 地域機関
- 中米統合機構